# Hoplocarida
A Hoplocarida a felsőbbrendű rákok (Malacostraca) osztályába tartozó alosztály.

## Rendszerezés
Az alosztályba az alábbi 1 recens rend és 2 fosszilis rend tartozik:
- †Aeschronectida Schram, 1969
- †Palaeostomatopoda
- sáskarákok (Stomatopoda) Latreille, 1817

### Fordítás
- Ez a szócikk részben vagy egészben  a   Hoplocarida című angol Wikipédia-szócikk ezen változatának fordításán alapul.  Az eredeti cikk szerkesztőit annak laptörténete sorolja fel. Ez a jelzés csupán a megfogalmazás eredetét és a szerzői jogokat jelzi, nem szolgál a cikkben szereplő információk forrásmegjelöléseként.